# Gładysz paprociowaty

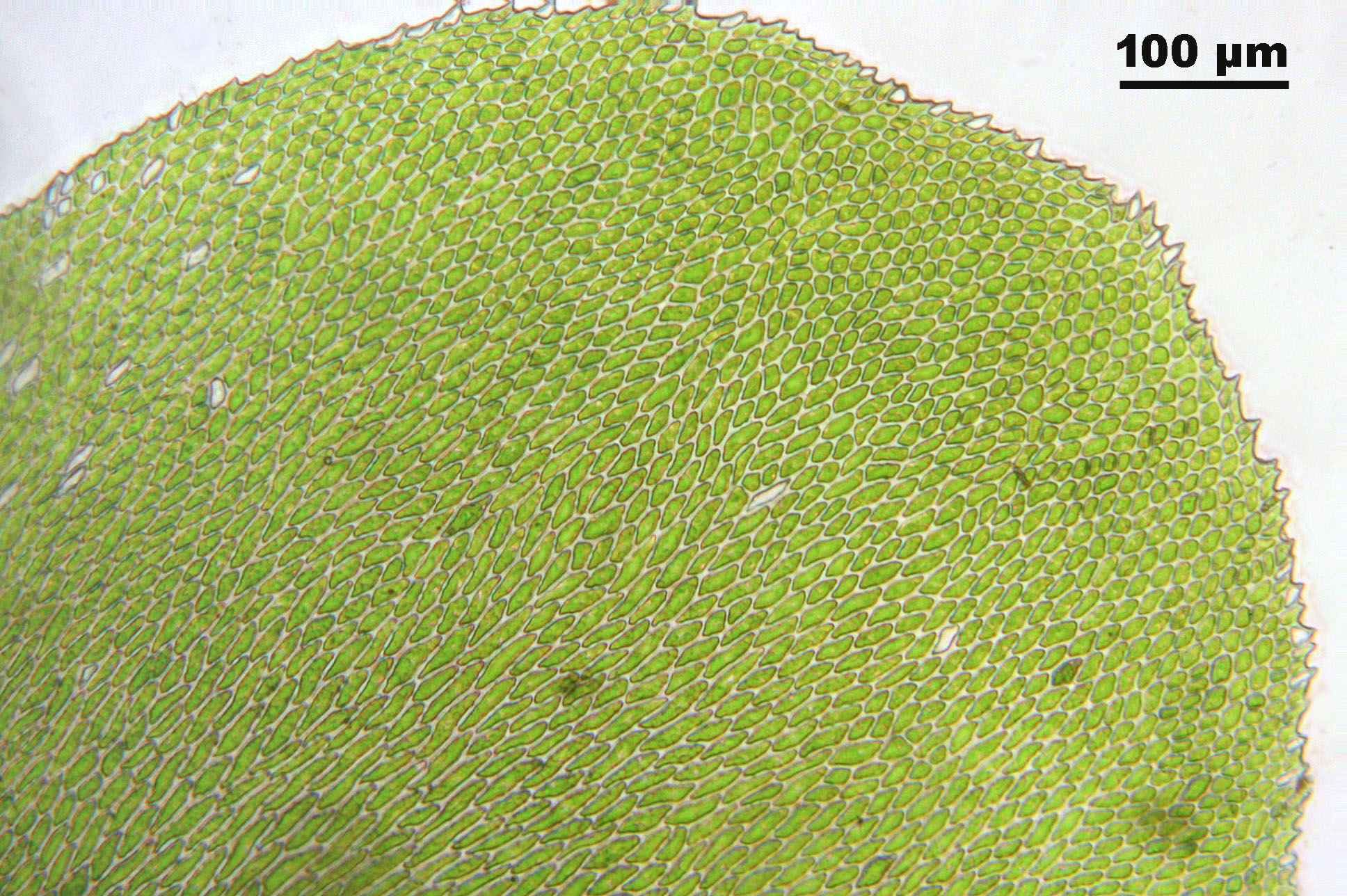
Szczyt liścia; widoczny piłkowany brzeg

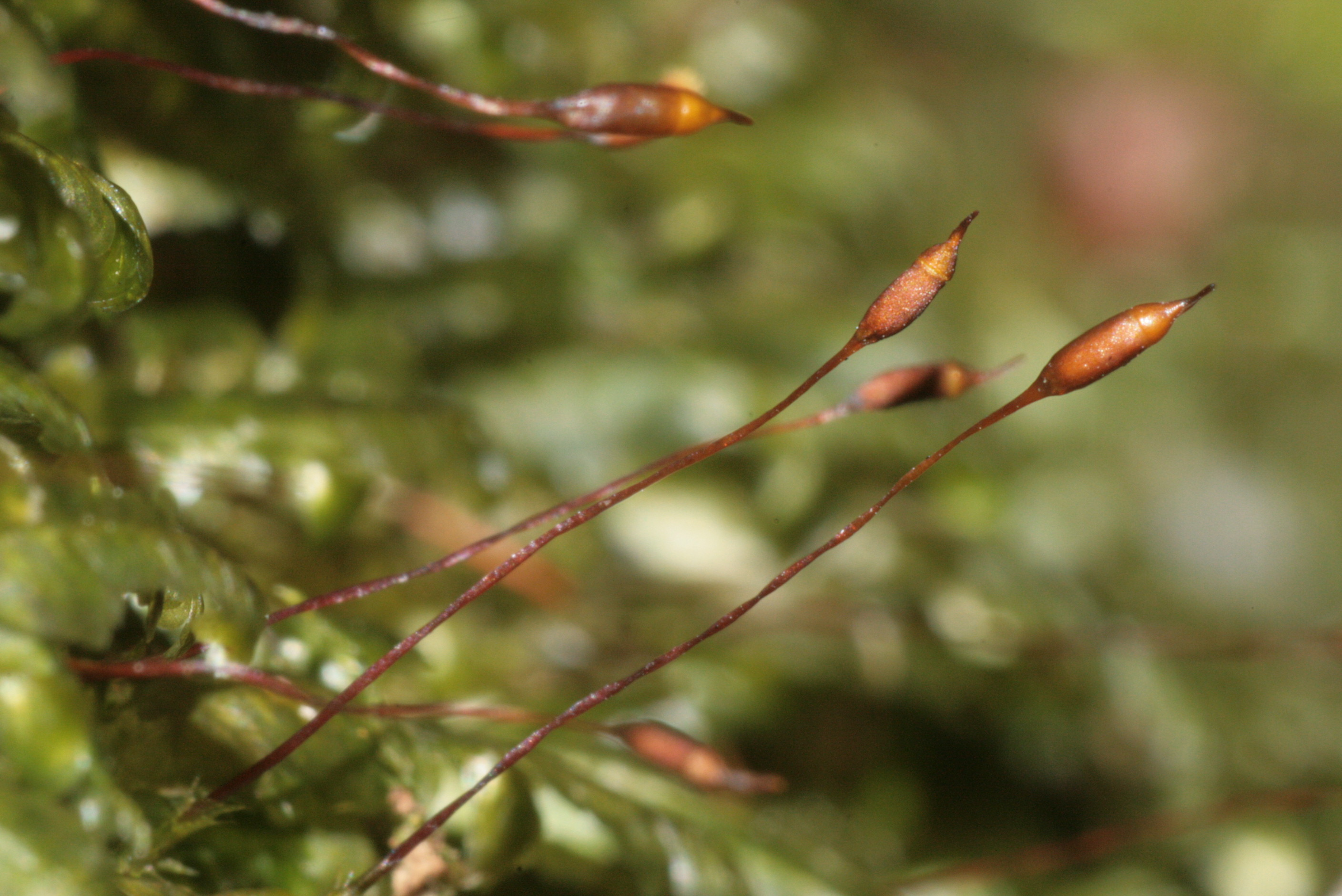
Sporofity gładysza paprociowatego

Gładysz paprociowaty, gładyszek tępolistny (Homalia trichomanoides (Hedw.) Schimp.) – gatunek mchu należący do rzędu rokietowców.

## Rozmieszczenie geograficzne
Mech występuje pospolicie w całej Europie z wyjątkiem obszarów najbardziej wysuniętych na południe i na północ. Ponadto występuje na Kaukazie, Syberii, we wschodnich Chinach i w Japonii. W Polsce dość pospolity na całym niżu. W górach rośnie do wysokości 600 m (Sudety) czy 800 m (Beskidy).

## Morfologia
PokrójMech tworzy zbite, przypłaszczone darnie o barwie jasnozielonej zmieniającej się następnie w żółtozieloną. Łodyga główna płożąca się.
Budowa gametofituOd łodygi głównej odchodzą łodygi II rzędu, które są nieregularnie rozgałęzione, mają długość 2–4 cm i szerokość 2–3 mm (wraz z liśćmi). Na szczycie łodyżki są tępe. W przekroju poprzecznym brak wiązki środkowej. Liście łodyg II i III rzędu językowate, niesymetryczne, na szczycie stępione lub zaokrąglone. Charakterystyczne jest nieregularne piłkowanie brzegu liścia przy jego szczycie. Żebro najczęściej jest pojedyncze (rzadko spotyka się rośliny z żebrem podwójnym lub bez żebra) i sięga do połowy liścia.
Budowa sporofituSeta ma 1 cm długości i jest żółtoczerwona. Zakończona jest wydłużonojajowatą puszką o długości 1,5 mm koloru brunatnego z wieczkiem o krzywym dzióbku, przykryta czapkowatym czepkiem. Perystom jest podwójny.

## Ekologia
Mech występuje na korzeniach i dolnych częściach pni drzew liściastych (dąb, grab, buk) oraz na bezwapiennych skałach.

## Zagrożenie i ochrona
Roślina objęta w Polsce częściową ochroną gatunkową na podstawie Rozporządzenia Ministra Środowiska z dnia 9 października 2014 w sprawie gatunków dziko występujących roślin objętych ochroną.